# Großer Preis von Kanada 2011
Der Große Preis von Kanada 2011 (offiziell Formula 1 Grand Prix du Canada 2011) fand am 12. Juni auf dem Circuit Gilles-Villeneuve in Montreal statt und war das siebte Rennen der Formel-1-Weltmeisterschaft 2011.

## Berichte

### Hintergrund
Nach dem Großen Preis von Monaco führte Sebastian Vettel in der Fahrerwertung mit 58 Punkten vor Lewis Hamilton und mit 64 Punkten vor Mark Webber. In der Konstrukteurswertung führte Red Bull-Renault mit 61 Punkten vor McLaren-Mercedes und mit 129 Punkten vor Ferrari.
Vor dem Rennwochenende gab es einen Fahrerwechsel: Pedro de la Rosa kehrte bei diesem Grand Prix als Ersatz für Sergio Pérez bei Sauber als Fahrer in die Formel 1 zurück. Damit nahmen mit Michael Schumacher (42) und de la Rosa (40) erstmals seit dem Großen Preis von Italien 1980 (damals Vittorio Brambilla und Mario Andretti; ebenfalls 42 und 40 Jahre alt) wieder zwei über 40-Jährige an einem Rennen teil.
Beim Großen Preis von Kanada stellte Pirelli den Fahrern die Reifenmischungen Soft (gelb) und Supersoft (rot), sowie für nasse Bedingungen Intermediates (hellblau) und Full-Wets (orange) zur Verfügung. Außerdem erhielten die Teams am Freitag zu Testzwecken die Reifenmischung Medium (weiß).
Mit Schumacher (siebenmal), Fernando Alonso und Hamilton (jeweils zweimal) traten drei ehemalige Sieger zu diesem Grand Prix an.

### Training
Im ersten freien Training erzielte Nico Rosberg die schnellste Runde vor Alonso und Schumacher. In diesem Training übernahmen Nico Hülkenberg den Force India von Adrian Sutil und Daniel Ricciardo den Toro Rosso von Sébastien Buemi. Das Training musste nach einem Unfall von Vettel in Kurve 15 unterbrochen werden. Vettel traf den Randstein, rutschte von der Strecke und schlug in der sogenannten „Wall of Champions“ ein. Sauber-Pilot Pérez, der nach seinem Unfall in Monaco erstmals wieder im Auto saß, klagte nach dem ersten freien Training über Unwohlsein und wurde für das restliche Wochenende kurzfristig durch de la Rosa ersetzt. de la Rosa besaß zu diesem Zeitpunkt noch keinen Rennanzug von Sauber und nahm daher im McLaren-Rennanzug am zweiten freien Training im Sauber C30 teil. de la Rosa war ursprünglich als Ersatzfahrer von McLaren in Montreal.
Im zweiten freien Training erzielte dann schließlich Alonso die Bestzeit vor Vettel und Felipe Massa. Während des Trainings kam es zu drei Unfällen. Sutil verlor seinen Rennwagen in der Pont de la Concorde in der Mauer. Kamui Kobayashi und Jérôme D’Ambrosio schieden nach Mauerberührungen in Kurve 4 aus. Nach den Unfällen von Kobayashi und D’Ambrosio wurde das Training zur Bergung der Fahrzeuge unterbrochen.
Im dritten freien Training war Vettel der schnellste Pilot. Auf den Plätzen zwei und drei folgten Alonso und Rosberg. Das freie Training wurde kurz nach Ablauf der 60-minütigen Trainingszeit abgebrochen, da de la Rosa ausgangs Kurve 4 die Kontrolle über sein Fahrzeug verloren und die Mauer berührt hatte. Webber musste die letzte Trainingssitzung wegen einer defekten KERS-Batterie auslassen.

### Qualifying
Im ersten Abschnitt des Qualifyings (Q1) erzielte Alonso die schnellste Runde. Die Virgin-, HRT- und Lotus-Piloten sowie Jaime Alguersuari schieden aus. D’Ambrosio schaffte es nicht, sich zu qualifizieren. Er wurde nachträglich zum Rennen zugelassen, da er im ersten freien Training eine ausreichende Zeit erzielt hatte.
Im zweiten Qualifikations-Segment (Q2) übernahm Massa die Führungsposition. Die Williams-, Force-India- und Sauber-Piloten sowie Buemi schieden aus.
Im finalen Abschnitt (Q3) setzte sich schließlich Vettel durch. Damit erzielte zum 100. Mal ein deutscher Pilot die Pole-Position. Von den Plätzen zwei und drei gingen die Ferrari-Piloten Alonso und Massa ins Rennen.

### Rennen

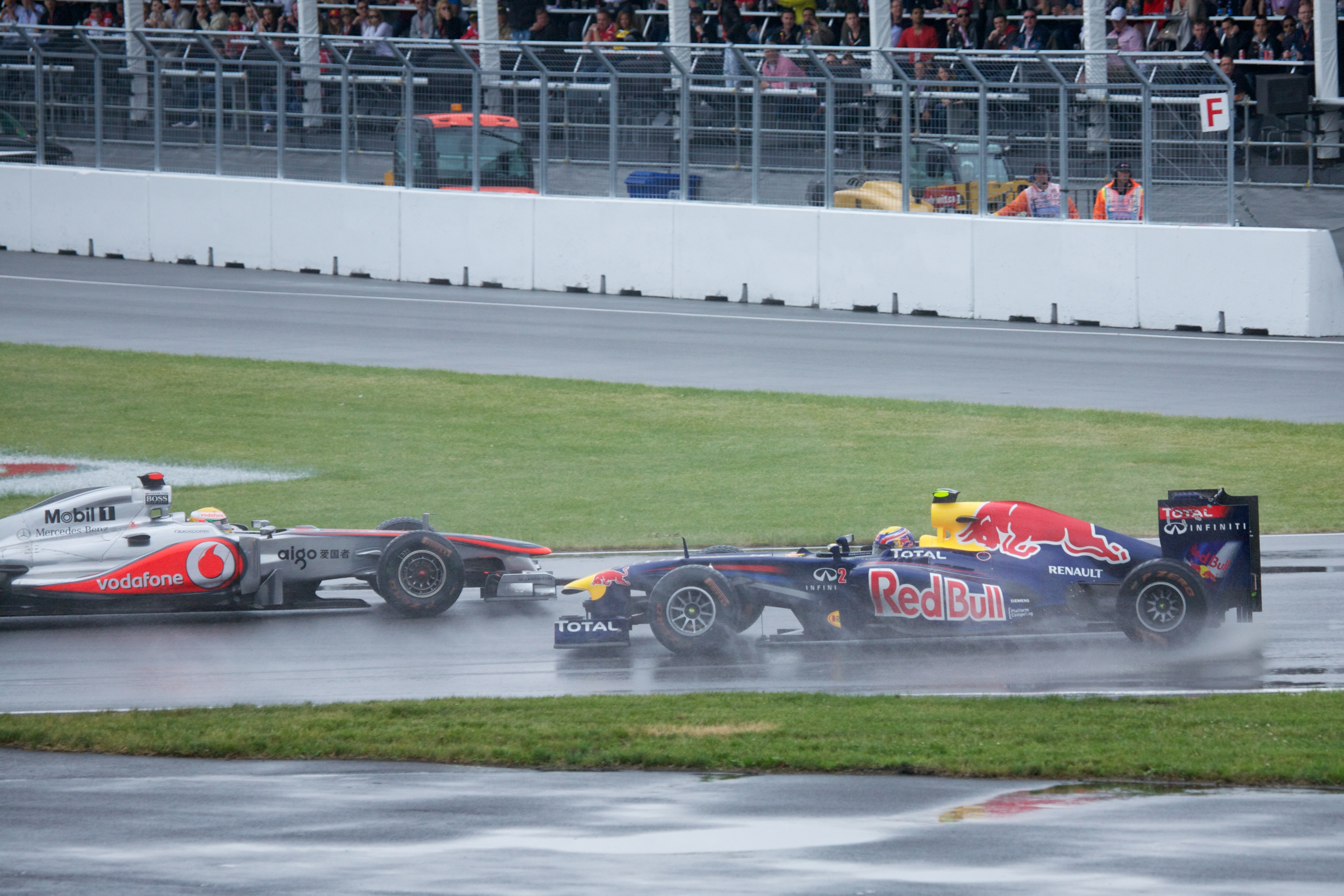
Beim Start kollidierten Hamilton (links) und Webber (rechts)

Das Rennen wurde hinter dem Safety-Car gestartet, da die Strecke zu nass war. Zur fünften Runde wurde das Rennen schließlich freigegeben. In der Virage Senna kam es zu einer Kollision zwischen Webber und Hamilton, die von den Plätzen vier und fünf ins Rennen gingen. Beide fuhren weiter und nur Webber fiel weit zurück. An der Spitze behielt Vettel die Führung vor Alonso und Massa.

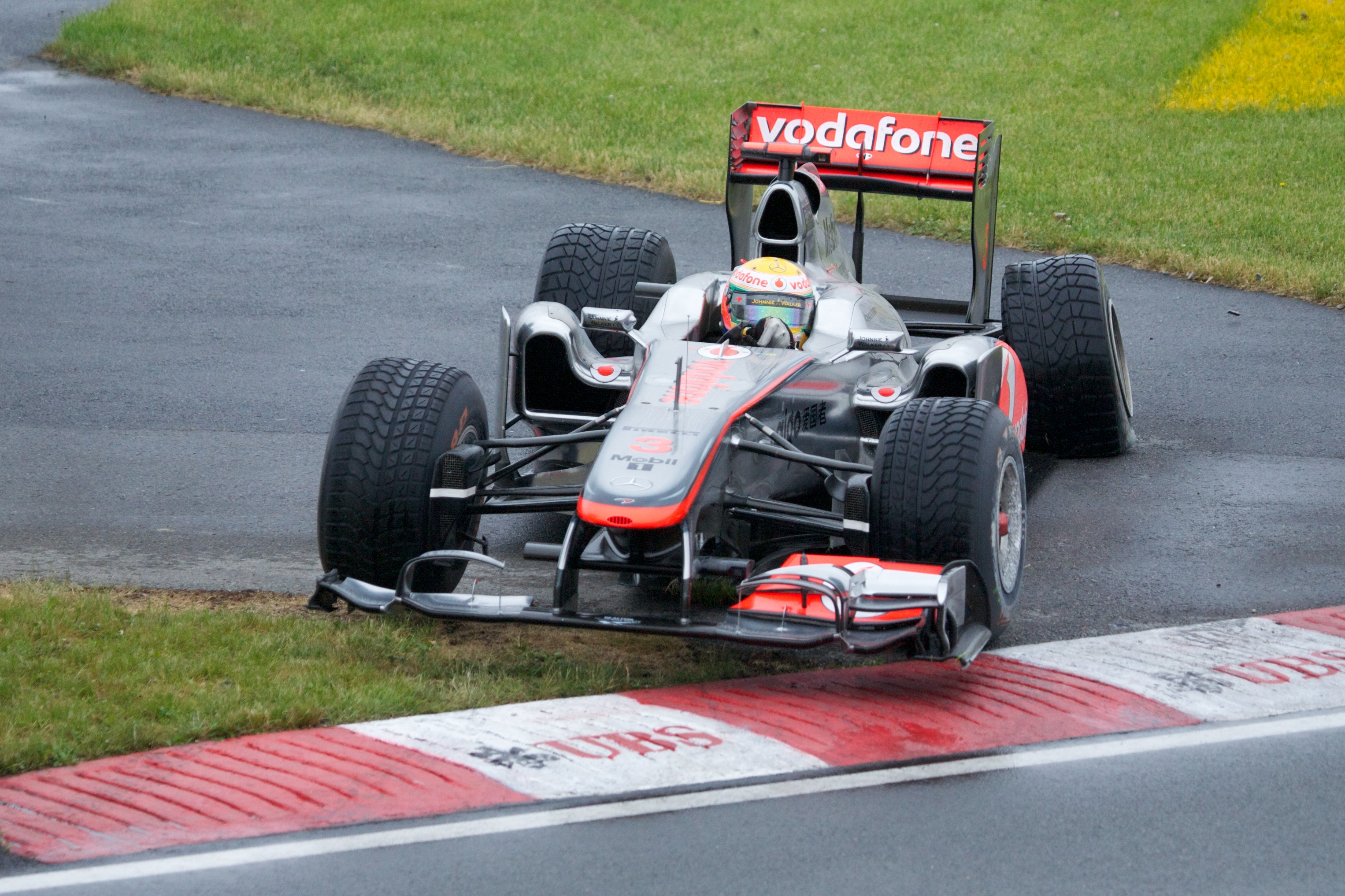
Hamiltons beschädigter McLaren

Nachdem Hamilton von Schumacher und seinem Teamkollegen Jenson Button überholt worden war, kam es in der achten Runde zu einer Kollision zwischen den McLaren-Piloten. Hamilton war besser aus der letzten Kurve herausgekommen und lag auf der Start-Ziel-Geraden neben ihm. Button machte die Tür zu und beide Piloten kollidierten. Hamilton beschädigte sich dabei die Aufhängung so stark, dass er das Auto wenig später abstellte. Button fuhr weiter und wechselte auf Intermediate-Reifen.
Der Unfall löste eine Safety-Car-Phase aus. In der 13. Runde wurde das Rennen erneut freigegeben, während der Regen stärker wurde. Vettel behielt die Führung beim Restart. Button wurde mit einer Durchfahrtsstrafe belegt, da er die maximale Geschwindigkeit hinter dem Safety-Car missachtet hatte. In den nächsten Runden zeigte sich, dass Buttons Wechsel auf Intermediate-Reifen die richtige Entscheidung war. Innerhalb einer Runde verbesserte er sich von Platz 15 auf die elfte Position. Infolgedessen begannen auch einige anderen Fahrer auf Intermediate-Reifen zu wechseln. Vettel und Massa an der Spitze blieben jedoch auf den Full-Wets.

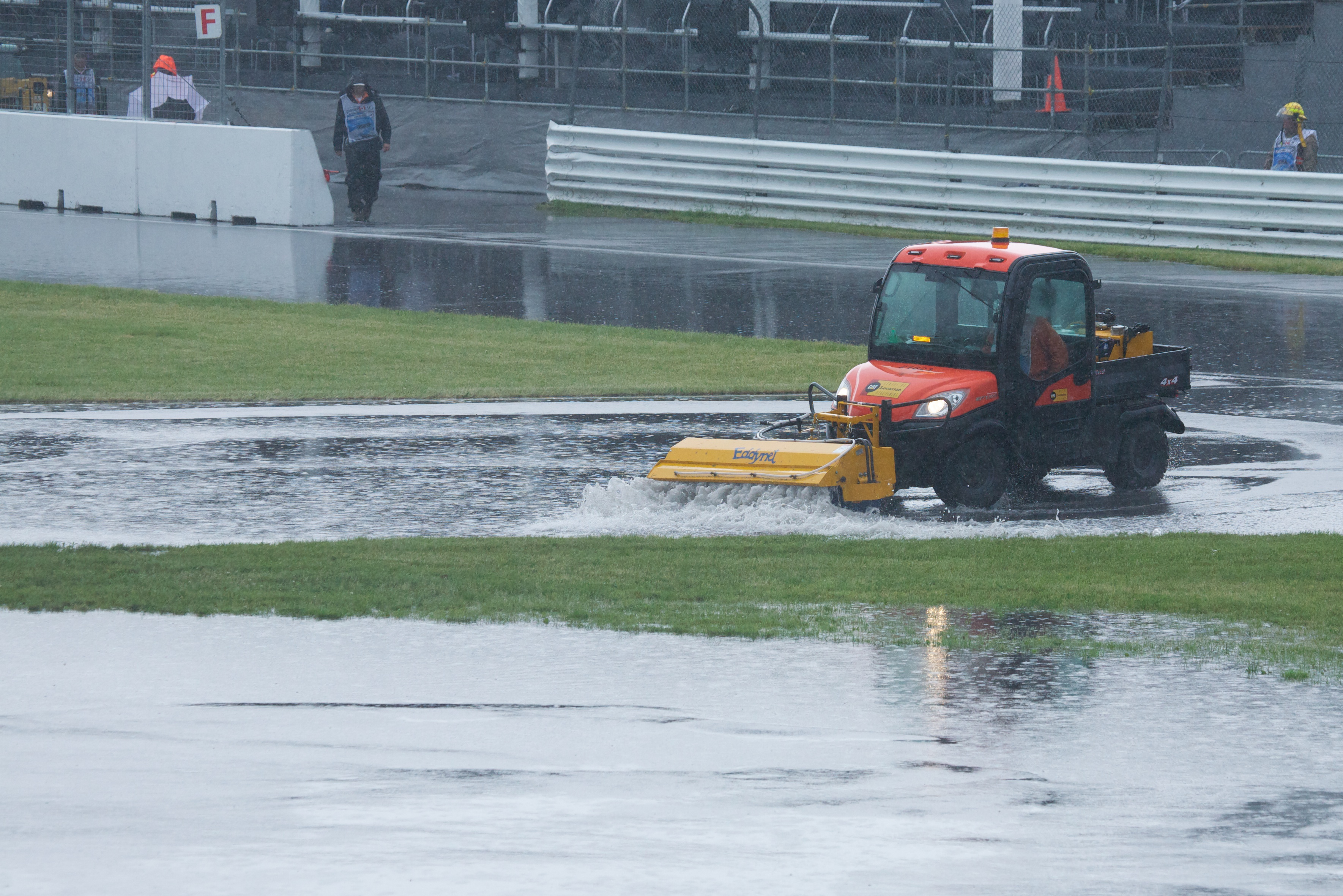
Während der Unterbrechung versuchten Helfer das Wasser von der Strecke zu drängen

In der 19. Runde setzte so starker Regen ein, dass die Rennleitung das Safety-Car aus Sicherheitsgründen auf die Strecke schickte. Infolgedessen mussten alle Piloten, die noch auf Intermediate-Reifen waren, zurück wechseln. Vettel ging ebenfalls an die Box um frische Full-Wets aufziehen zu lassen. Eine Runde später übernahm er die Führung wieder zurück von Massa, da auch dieser seine Reifen erneuern ließ. Zweiter Pilot war zu diesem Zeitpunkt Kobayashi, der noch nicht an der Box war. Nachdem Vettel in Führung liegend mehrfach die Unfahrbarkeit unter diesen Bedingungen per Funk erwähnte, wurde das Rennen in der 25. Runde mit der roten Flagge unterbrochen.
Die Teams hatten während der Unterbrechung die Möglichkeit, die Einstellung des Fahrzeugs auf regnerische Bedingungen umzubauen. Außerdem durften alle Piloten ihre Reifen wechseln. Mercedes baute kurzerhand Zelte über ihren Fahrzeugen auf, damit es nicht zu stark hineinregnete. Nach einer mehr als zweistündigen Unterbrechung wurde das Rennen hinter dem Safety-Car wieder aufgenommen. Während der Safety-Car-Phase schied Heikki Kovalainen mit einem Antriebswellenschaden aus.
Beim Restart in Runde 35 kam es zu einem Duell um die zweite Position zwischen Kobayashi und Massa. Massa überholte seinen Kontrahenten zunächst, doch dieser konterte. Da die Strecke abtrocknete, wechselten die Fahrer in den folgenden Runden auf Intermediate-Reifen. D’Ambrosio wurde aufgrund seines zu frühen Reifenwechsels allerdings mit einer Durchfahrtsstrafe belegt, da der Wechsel auf Intermediate-Reifen erst ab der Freigabe des Rennens erlaubt war und er eine Runde zu früh seinen Stopp absolvierte.

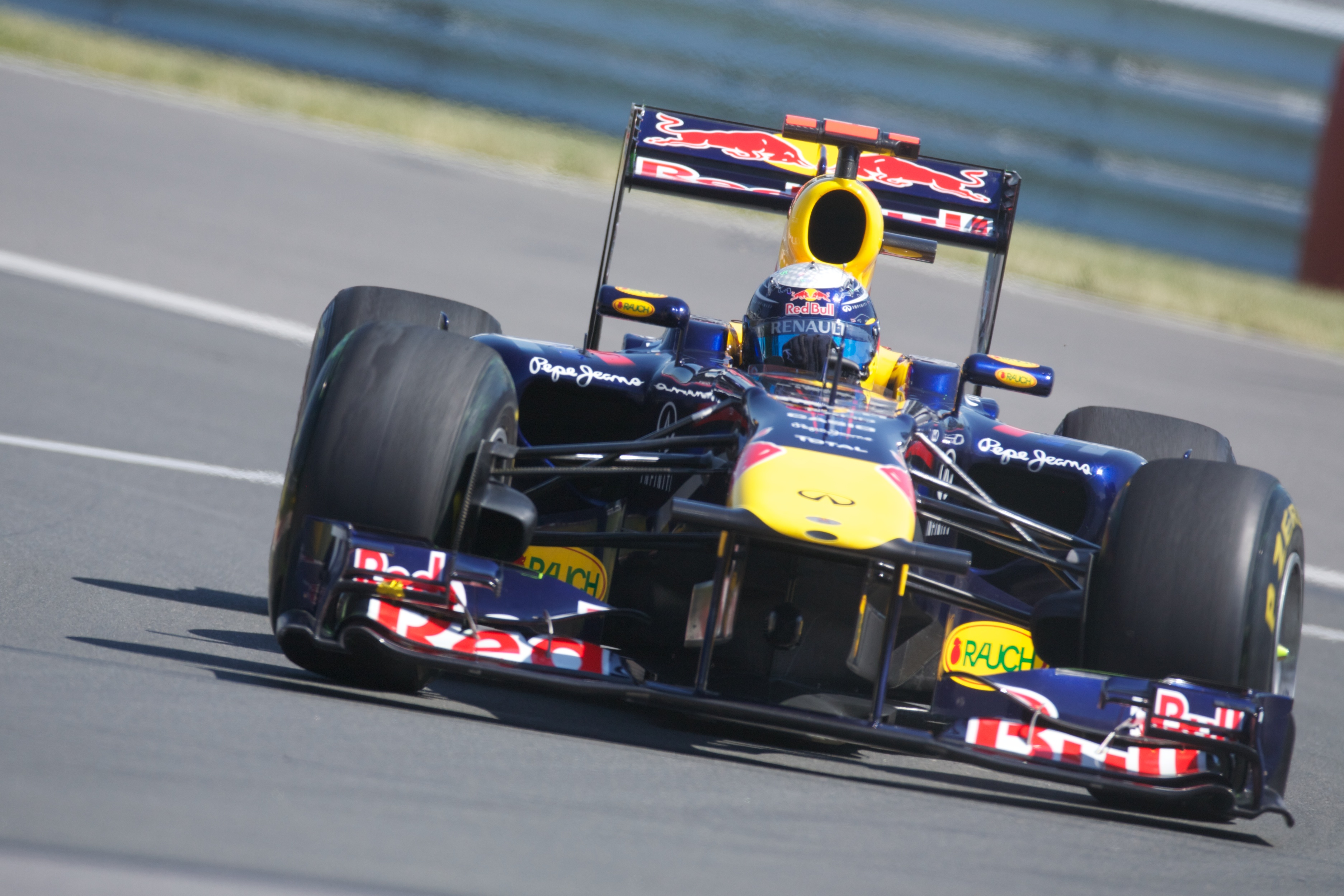
Vettel (hier im ersten Freitagstraining) führte das Rennen 68 von 70 Runden an

In der 37. Runde musste das Safety-Car erneut auf die Strecke. Alonso war mit Button eingangs Kurve vier kollidiert. Dabei wurde der Ferrari so stark beschädigt, dass er nicht mehr weiterfahren konnte. Button fuhr zu einem Reparaturstopp an die Box. Er fiel auf den letzten Platz zurück, blieb aber in der Führungsrunde. Vettel nutzte die Safety-Car-Phase zu einem Reifenwechsel und er blieb in Führung vor Kobayashi und Massa.
In der 41. Runde wurde das Rennen wieder freigegeben. Vettel behielt die Führung und Kobayashi verteidigte die zweite Position. Nach dem Restart kam es zu mehreren Berührungen. Sutil fuhr auf Rosberg auf. Dabei wurde seine Radaufhängung so stark in Mitleidenschaft gezogen, dass er einige Runden später aufgab. Paul di Resta, der auf dem fünften Platz lag, versuchte an dem vor ihm liegenden Nick Heidfeld vorbeizufahren. Dabei beschädigte sich di Resta seinen Frontflügel und er musste zu einem Reparatur-Stopp an die Box.
Während sich Vettel an der Spitze absetze, fuhren Button und Schumacher gute Zeiten. Button lag zu diesem Zeitpunkt auf der 14. Position, Schumacher übernahm nach einem Überholmanöver gegen Heidfeld zunächst den vierten Platz und überholte anschließend noch Massa und Kobayashi, wodurch er auf Platz zwei lag. Ab der 50. Runde begannen die Piloten auf Trockenreifen zu wechseln. Nach Massas Wechsel auf Trockenreifen, wurden seine Podest-Chancen durch eine Kollision mit einem HRT, den er überrundete, zunichtegemacht. Er verlor seinen Frontflügel und musste zur Reparatur an die Box.
Während Button in der Zwischenzeit schon den fünften Platz belegte, wurde eine weitere Safety-Car-Phase ausgelöst. Heidfeld war mit Kobayashi kollidiert, wodurch Teile auf der Strecke lagen. Kobayashi fuhr weiter, Heidfeld schied aus.
Zehn Runden vor Schluss wurde das Rennen wieder freigegeben. Vettel behielt die Führung vor Schumacher, Webber und Button. Zunächst überholte Webber Schumacher, allerdings kürzte er dabei die Strecke ab und musste ihn wieder vorbeilassen. Als Webber ein weiteres Mal die Strecke abkürzte, ging Button an ihm vorbei. In der Zwischenzeit war Pastor Maldonado wegen eines Fahrfehlers ausgeschieden. Button überholte Schumacher in der 65. Runde und Webber ging zwei Runden später ebenfalls an Schumacher vorbei. Kurz vor Schluss hatte auch di Resta einen Unfall nach einem Fahrfehler, er wurde allerdings gewertet.

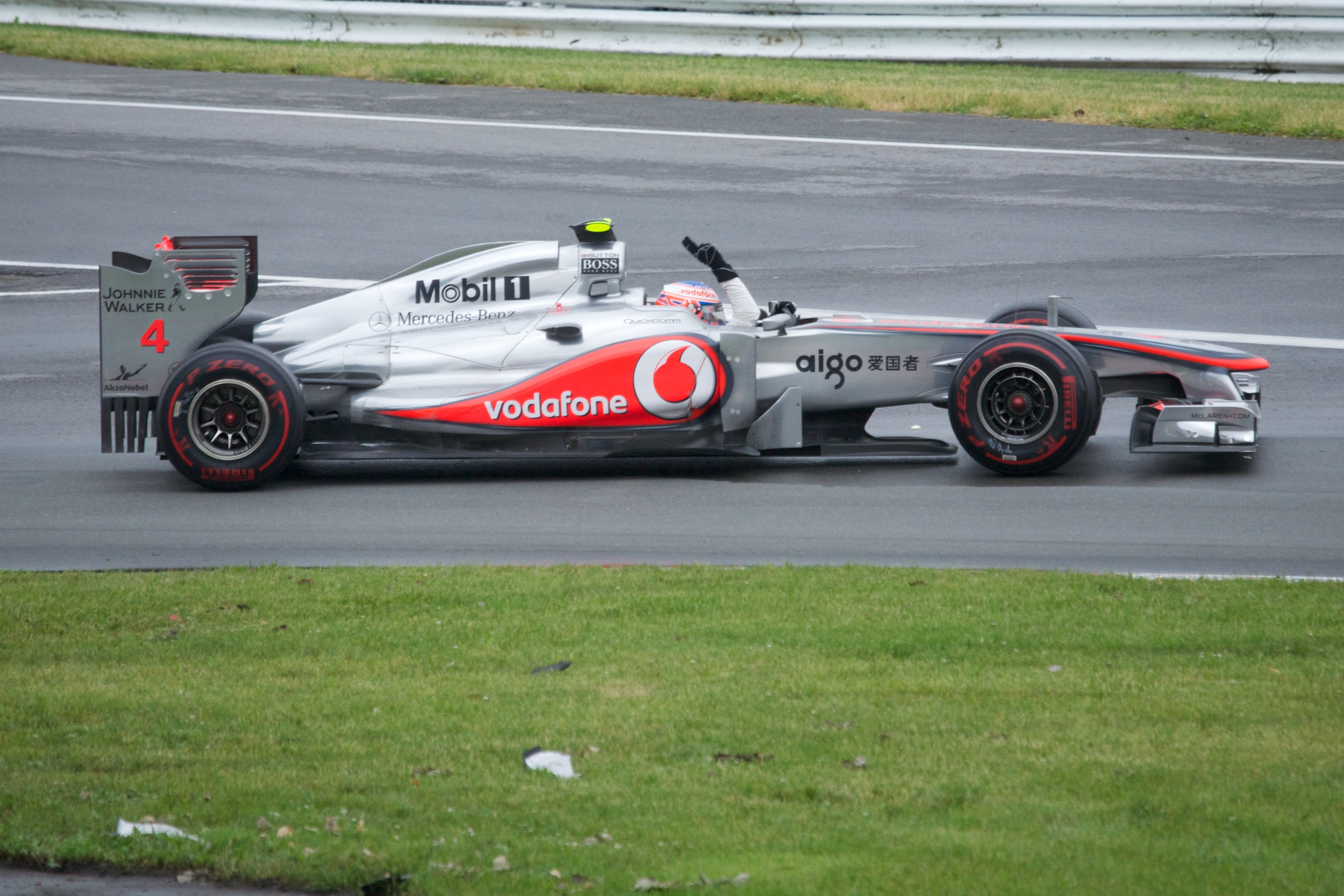
Button feiert den Grand-Prix-Sieg

An der Spitze holte Button mit schnelleren Runden auf Vettel auf. In der letzten Runde hatte Button nur noch einen Rückstand von weniger als einer Sekunde. Während dieser Runde drehte sich Vettel, Button übernahm die Führung und gewann den Großen Preis von Kanada. Es war Buttons erster Saisonsieg und sein zehnte in der Formel-1-Weltmeisterschaft. Vettel kam auf dem zweiten Platz vor seinem Teamkollegen Webber ins Ziel. Vierter wurde Schumacher, Fünfter Witali Petrow.
Um den sechsten Platz kam es auf der Zielgeraden noch zu einem Duell zwischen Kobayashi und Massa, welches Massa mit 0,045 Sekunden Vorsprung für sich entschied. Die weiteren Punkte gingen an Alguersuari, der diese Saison erstmals punktete, Rubens Barrichello und Buemi.
In der Fahrerweltmeisterschaft übernahm Button den zweiten Platz hinter Vettel. Dritter blieb Webber. In der Konstrukteursweltmeisterschaft gab es an der Spitze keine Veränderungen. HRT übernahm bei diesem Rennen dank eines 13. Platzes von Vitantonio Liuzzi den elften Rang von Virgin. Es blieb die beste Platzierung von HRT in dieser Saison. Virgin gelang es in der restlichen Saison nicht mehr, diese Position zurückzuerhalten, obwohl Virgin in jedem der folgenden Rennen das Duell gegen HRT für sich entschied.

### Rekorde
Beim Rennen wurden mehrere Rekorde aufgestellt:
- Mit einer Gesamtdauer von 4:04:39,537 h ist es das bisher längste Rennen der Formel-1-Geschichte. Es löste damit den Großen Preis von Deutschland 1954 als bisherigen Rekordhalter mit 3:45:45,800 h ab. Das früher zur Weltmeisterschaft-zählende Indianapolis 500 war zwischen 1951 und 1956 länger als Deutschland 1954, aber kürzer als Kanada 2011.
- Gleichzeitig war es das langsamste Rennen (Durchschnittsgeschwindigkeit 74,864 km/h). Bisheriger Rekordhalter war hier der Große Preis von Monaco 1950.
- Mit Jenson Button gewann zum ersten Mal ein Fahrer einen Grand Prix, der sechsmal durch die Boxengasse musste.
- Ebenso gewann zum ersten Mal ein Fahrer, der fünf Runden nach der Hälfte des Rennens (Runde 40 von 70) noch Letzter war.
- Das Safety-Car war in fünf Phasen insgesamt 30 Runden lang im Einsatz. Damit wurde auch hier ein neuer Rekord aufgestellt (zuvor Großer Preis von Japan 2007 mit 26 Runden).[12]

## Meldeliste
| Team                         | Nr. | Fahrer             | Chassis             | Motor                | Reifen |
| ---------------------------- | --- | ------------------ | ------------------- | -------------------- | ------ |
| Red Bull Racing              | 01  | Sebastian Vettel   | Red Bull RB7        | Renault 2.4 V8       | P      |
| Red Bull Racing              | 02  | Mark Webber        | Red Bull RB7        | Renault 2.4 V8       | P      |
| Vodafone McLaren Mercedes    | 03  | Lewis Hamilton     | McLaren MP4-26      | Mercedes-Benz 2.4 V8 | P      |
| Vodafone McLaren Mercedes    | 04  | Jenson Button      | McLaren MP4-26      | Mercedes-Benz 2.4 V8 | P      |
| Scuderia Ferrari Marlboro    | 05  | Fernando Alonso    | Ferrari 150º Italia | Ferrari 2.4 V8       | P      |
| Scuderia Ferrari Marlboro    | 06  | Felipe Massa       | Ferrari 150º Italia | Ferrari 2.4 V8       | P      |
| Mercedes GP Petronas F1 Team | 07  | Michael Schumacher | Mercedes MGP W02    | Mercedes-Benz 2.4 V8 | P      |
| Mercedes GP Petronas F1 Team | 08  | Nico Rosberg       | Mercedes MGP W02    | Mercedes-Benz 2.4 V8 | P      |
| Lotus Renault GP             | 09  | Nick Heidfeld      | Renault R31         | Renault 2.4 V8       | P      |
| Lotus Renault GP             | 10  | Witali Petrow      | Renault R31         | Renault 2.4 V8       | P      |
| AT&T Williams                | 11  | Rubens Barrichello | Williams FW33       | Cosworth 2.4 V8      | P      |
| AT&T Williams                | 12  | Pastor Maldonado   | Williams FW33       | Cosworth 2.4 V8      | P      |
| Force India F1 Team          | 14  | Nico Hülkenberg    | Force India VJM04   | Mercedes-Benz 2.4 V8 | P      |
| Force India F1 Team          | 14  | Adrian Sutil       | Force India VJM04   | Mercedes-Benz 2.4 V8 | P      |
| Force India F1 Team          | 15  | Paul di Resta      | Force India VJM04   | Mercedes-Benz 2.4 V8 | P      |
| Sauber F1 Team               | 16  | Kamui Kobayashi    | Sauber C30          | Ferrari 2.4 V8       | P      |
| Sauber F1 Team               | 17  | Sergio Pérez       | Sauber C30          | Ferrari 2.4 V8       | P      |
| Sauber F1 Team               | 17  | Pedro de la Rosa   | Sauber C30          | Ferrari 2.4 V8       | P      |
| Scuderia Toro Rosso          | 18  | Daniel Ricciardo   | Toro Rosso STR6     | Ferrari 2.4 V8       | P      |
| Scuderia Toro Rosso          | 18  | Sébastien Buemi    | Toro Rosso STR6     | Ferrari 2.4 V8       | P      |
| Scuderia Toro Rosso          | 19  | Jaime Alguersuari  | Toro Rosso STR6     | Ferrari 2.4 V8       | P      |
| Team Lotus                   | 20  | Heikki Kovalainen  | Lotus T128          | Renault 2.4 V8       | P      |
| Team Lotus                   | 21  | Jarno Trulli       | Lotus T128          | Renault 2.4 V8       | P      |
| HRT F1 Team                  | 22  | Narain Karthikeyan | HRT F111            | Cosworth 2.4 V8      | P      |
| HRT F1 Team                  | 23  | Vitantonio Liuzzi  | HRT F111            | Cosworth 2.4 V8      | P      |
| Marussia Virgin Racing       | 24  | Timo Glock         | Virgin MVR-02       | Cosworth 2.4 V8      | P      |
| Marussia Virgin Racing       | 25  | Jérôme D’Ambrosio  | Virgin MVR-02       | Cosworth 2.4 V8      | P      |

Anmerkungen
1. 1 2  Hülkenberg fuhr den Force India mit der Nummer 14 im ersten freien Training. Sutil übernahm das Fahrzeug anschließend für das restliche Rennwochenende.
2. 1 2  Pérez fuhr den Sauber mit der Nummer 17 im ersten freien Training. De la Rosa übernahm das Fahrzeug anschließend für das restliche Rennwochenende.
3. 1 2  Ricciardo fuhr den Toro Rosso mit der Nummer 18 im ersten freien Training. Buemi übernahm das Fahrzeug anschließend für das restliche Rennwochenende.

## Klassifikationen

### Qualifying
| Pos.                                                                      | Fahrer             | Konstrukteur         | Q1       | Q2       | Q3       | Start |
| ------------------------------------------------------------------------- | ------------------ | -------------------- | -------- | -------- | -------- | ----- |
| 01                                                                        | Sebastian Vettel   | Red Bull-Renault     | 1:14,011 | 1:13,486 | 1:13,014 | 01    |
| 02                                                                        | Fernando Alonso    | Ferrari              | 1:13,822 | 1:13,672 | 1:13,199 | 02    |
| 03                                                                        | Felipe Massa       | Ferrari              | 1:14,026 | 1:13,431 | 1:13,217 | 03    |
| 04                                                                        | Mark Webber        | Red Bull-Renault     | 1:14,375 | 1:13,654 | 1:13,429 | 04    |
| 05                                                                        | Lewis Hamilton     | McLaren-Mercedes     | 1:14,114 | 1:13,926 | 1:13,565 | 05    |
| 06                                                                        | Nico Rosberg       | Mercedes             | 1:14,920 | 1:13,950 | 1:13,814 | 06    |
| 07                                                                        | Jenson Button      | McLaren-Mercedes     | 1:14,374 | 1:13,955 | 1:13,838 | 07    |
| 08                                                                        | Michael Schumacher | Mercedes             | 1:14,970 | 1:14,242 | 1:13,864 | 08    |
| 09                                                                        | Nick Heidfeld      | Renault              | 1:15,096 | 1:14,467 | 1:14,062 | 09    |
| 10                                                                        | Witali Petrow      | Renault              | 1:14,699 | 1:14,354 | 1:14,085 | 10    |
| 11                                                                        | Paul di Resta      | Force India-Mercedes | 1:14,874 | 1:14,752 | –        | 11    |
| 12                                                                        | Pastor Maldonado   | Williams-Cosworth    | 1:15,585 | 1:15,043 | –        | 12    |
| 13                                                                        | Kamui Kobayashi    | Sauber-Ferrari       | 1:15,694 | 1:15,285 | –        | 13    |
| 14                                                                        | Adrian Sutil       | Force India-Mercedes | 1:14,931 | 1:15,287 | –        | 14    |
| 15                                                                        | Sébastien Buemi    | Toro Rosso-Ferrari   | 1:15,901 | 1:15,334 | –        | 15    |
| 16                                                                        | Rubens Barrichello | Williams-Cosworth    | 1:15,331 | 1:15,361 | –        | 16    |
| 17                                                                        | Pedro de la Rosa   | Sauber-Ferrari       | 1:16,229 | 1:15,587 | –        | 17    |
| 18                                                                        | Jaime Alguersuari  | Toro Rosso-Ferrari   | 1:16,294 | –        | –        | Box   |
| 19                                                                        | Jarno Trulli       | Lotus-Renault        | 1:16,745 | –        | –        | 18    |
| 20                                                                        | Heikki Kovalainen  | Lotus-Renault        | 1:16,786 | –        | –        | 19    |
| 21                                                                        | Vitantonio Liuzzi  | HRT-Cosworth         | 1:18,424 | –        | –        | 20    |
| 22                                                                        | Timo Glock         | Virgin-Cosworth      | 1:18,537 | –        | –        | 21    |
| 23                                                                        | Narain Karthikeyan | HRT-Cosworth         | 1:18,574 | –        | –        | 22    |
| 107-Prozent-Zeit: 1:18,989 min (bezogen auf Q1-Bestzeit von 1:13,822 min) |                    |                      |          |          |          |       |
| DNQ                                                                       | Jérôme D’Ambrosio  | Virgin-Cosworth      | 1:19,414 | –        | –        | 23    |

Anmerkungen
1. 1 2 3 4 5 6 7 8 9 10 11 12 13 14 15 16 17 18  Rennwagen mit KERS

### Rennen
| Pos. | Fahrer             | Konstrukteur         | Runden | Stopps | Zeit        | Start | Schnellste Runde |
| ---- | ------------------ | -------------------- | ------ | ------ | ----------- | ----- | ---------------- |
| 01   | Jenson Button      | McLaren-Mercedes     | 70     | 6      | 4:04:39,537 | 07    | 1:16,956 (69.)   |
| 02   | Sebastian Vettel   | Red Bull-Renault     | 70     | 3      | + 2,709     | 01    | 1:17,217 (69.)   |
| 03   | Mark Webber        | Red Bull-Renault     | 70     | 3      | + 13,828    | 04    | 1:19,572 (65.)   |
| 04   | Michael Schumacher | Mercedes             | 70     | 4      | + 14,219    | 08    | 1:19,138 (70.)   |
| 05   | Witali Petrow      | Renault              | 70     | 2      | + 20,395    | 10    | 1:19,054 (68.)   |
| 06   | Felipe Massa       | Ferrari              | 70     | 4      | + 33,225    | 03    | 1:19,148 (68.)   |
| 07   | Kamui Kobayashi    | Sauber-Ferrari       | 70     | 2      | + 33,270    | 13    | 1:20,213 (70.)   |
| 08   | Jaime Alguersuari  | Toro Rosso-Ferrari   | 70     | 3      | + 35,964    | Box   | 1:20,371 (69.)   |
| 09   | Rubens Barrichello | Williams-Cosworth    | 70     | 4      | + 45,117    | 16    | 1:20,316 (68.)   |
| 10   | Sébastien Buemi    | Toro Rosso-Ferrari   | 70     | 4      | + 47,056    | 15    | 1:19,507 (69.)   |
| 11   | Nico Rosberg       | Mercedes             | 70     | 4      | + 50,454    | 06    | 1:20,071 (69.)   |
| 12   | Pedro de la Rosa   | Sauber-Ferrari       | 70     | 2      | + 1:03,607  | 17    | 1:20,369 (70.)   |
| 13   | Vitantonio Liuzzi  | HRT-Cosworth         | 69     | 3      | + 1 Runde   | 20    | 1:23,419 (63.)   |
| 14   | Jérôme D’Ambrosio  | Virgin-Cosworth      | 69     | 5      | + 1 Runde   | 23    | 1:22,495 (68.)   |
| 15   | Timo Glock         | Virgin-Cosworth      | 69     | 2      | + 1 Runde   | 21    | 1:24,590 (68.)   |
| 16   | Jarno Trulli       | Lotus-Renault        | 69     | 4      | + 1 Runde   | 18    | 1:22,233 (67.)   |
| 17   | Narain Karthikeyan | HRT-Cosworth         | 69     | 2      | + 1 Runde   | 22    | 1:23,116 (66.)   |
| 18   | Paul di Resta      | Force India-Mercedes | 67     | 4      | DNF         | 11    | 1:19,395 (67.)   |
| –    | Pastor Maldonado   | Williams-Cosworth    | 61     | 5      | DNF         | 12    | 1:24,265 (53.)   |
| –    | Nick Heidfeld      | Renault              | 55     | 2      | DNF         | 09    | 1:25,135 (55.)   |
| –    | Adrian Sutil       | Force India-Mercedes | 49     | 4      | DNF         | 14    | 1:30,171 (47.)   |
| –    | Fernando Alonso    | Ferrari              | 36     | 3      | DNF         | 02    | 1:34,223 (14.)   |
| –    | Heikki Kovalainen  | Lotus-Renault        | 28     | 1      | DNF         | 19    | 1:38,460 (16.)   |
| –    | Lewis Hamilton     | McLaren-Mercedes     | 7      | 0      | DNF         | 05    | 1:37,761 (07.)   |

Anmerkungen
1. ↑  Karthikeyan wurde nachträglich mit einer 20-Sekunden-Zeitstrafe für das Auslassen einer Kurve bestraft.

1. 1 2 3 4 5 6 7 8 9 10 11 12 13 14 15 16 17 18  Rennwagen mit KERS

## WM-Stände nach dem Rennen
Die ersten zehn des Rennens bekamen 25, 18, 15, 12, 10, 8, 6, 4, 2 bzw. 1 Punkt(e).

### Fahrerwertung
| Pos. | Fahrer             | Konstrukteur         | Punkte |
| ---- | ------------------ | -------------------- | ------ |
| 01   | Sebastian Vettel   | Red Bull-Renault     | 161    |
| 02   | Jenson Button      | McLaren-Mercedes     | 101    |
| 03   | Mark Webber        | Red Bull-Renault     | 94     |
| 04   | Lewis Hamilton     | McLaren-Mercedes     | 85     |
| 05   | Fernando Alonso    | Ferrari              | 69     |
| 06   | Felipe Massa       | Ferrari              | 32     |
| 07   | Witali Petrow      | Renault              | 31     |
| 08   | Nick Heidfeld      | Renault              | 29     |
| 09   | Michael Schumacher | Mercedes             | 26     |
| 10   | Nico Rosberg       | Mercedes             | 26     |
| 11   | Kamui Kobayashi    | Sauber-Ferrari       | 25     |
| 12   | Adrian Sutil       | Force India-Mercedes | 8      |
| 13   | Sébastien Buemi    | Toro Rosso-Ferrari   | 8      |

| Pos. | Fahrer             | Konstrukteur         | Punkte |
| ---- | ------------------ | -------------------- | ------ |
| 14   | Jaime Alguersuari  | Toro Rosso-Ferrari   | 4      |
| 15   | Rubens Barrichello | Williams-Cosworth    | 4      |
| 16   | Sergio Pérez       | Sauber-Ferrari       | 2      |
| 17   | Paul di Resta      | Force India-Mercedes | 2      |
| 18   | Pedro de la Rosa   | Sauber-Ferrari       | 0      |
| 19   | Jarno Trulli       | Lotus-Renault        | 0      |
| 20   | Vitantonio Liuzzi  | HRT-Cosworth         | 0      |
| 21   | Jérôme D’Ambrosio  | Virgin-Cosworth      | 0      |
| 22   | Heikki Kovalainen  | Lotus-Renault        | 0      |
| 23   | Timo Glock         | Virgin-Cosworth      | 0      |
| 24   | Pastor Maldonado   | Williams-Cosworth    | 0      |
| 25   | Narain Karthikeyan | HRT-Cosworth         | 0      |

### Konstrukteurswertung
| Pos. | Konstrukteur     | Punkte |
| ---- | ---------------- | ------ |
| 01   | Red Bull-Renault | 255    |
| 02   | McLaren-Mercedes | 186    |
| 03   | Ferrari          | 101    |
| 04   | Renault          | 60     |
| 05   | Mercedes         | 52     |
| 06   | Sauber-Ferrari   | 27     |

| Pos. | Konstrukteur         | Punkte |
| ---- | -------------------- | ------ |
| 07   | Toro Rosso-Ferrari   | 12     |
| 08   | Force India-Mercedes | 10     |
| 09   | Williams-Cosworth    | 4      |
| 10   | Lotus-Renault        | 0      |
| 11   | HRT-Cosworth         | 0      |
| 12   | Virgin-Cosworth      | 0      |